# 奈字井站
奈字井站是位于吉林省乾安县奈字井村的一个铁路车站，邮政编码131402。车站建于1966年，有通让铁路经过该站，现仅办理货运，不办理客运业务，车站及其上下行区间均未电气化。车站距离通辽站215公里，隶属沈阳铁路局，是四等站。